# 劣後ローン
劣後ローン（れつごローン）は、他の特定の債権又は一般の債権より支払い順位が劣るローン。メザニンファイナンスの一種であり、メザニンローンとも呼ばれる。

## 概要
融資先が解散したり破綻した時、優先順位に従って債務が弁済された後にまだ返済原資となる資産が残っていれば劣後ローンの債務が弁済される。債務超過で破産法や会社更生法などによる法的整理が行われる際は、劣後ローンは返済される見込みがないと思ってよい。
リスクが高い為に利子が通常より高くなる。株式（特に無議決権優先株）に近い性質を持っている為、銀行、保険会社、証券会社では自己資本規制比率上の自己資本の一部とみなされる（企業会計上は負債になる）。日本では1990年から解禁された。 
劣後ローンは、一部自己資本に算入できるため、バブル崩壊後、銀行・生保などで用いられた。また銀行への公的資金投入の際にも一部この方式での資本注入が行われた。

### 事例
銀行への公的資金導入の際は、優先株を発行する形での導入が多く見られ、導入後3年間無配が続いた場合に普通株に転換する形での国の経営参加・経営責任の追及、というケースが通常見られる。このため、国側・金融機関側双方にとって、配当や利息などの長所・短所などを考慮すると、劣後ローンを導入するというケースは、優先株発行に比べると少ない傾向にある。

#### 特殊な事例
ただし、東日本大震災で被災した企業への支援を目的とした資本増強に伴う優先株の発行（信用金庫、信用組合及び信用事業を行う農業協同組合の場合は、優先出資）形式による公的資金導入については、経営責任を直接的に問われない特例が設けられている。被災地に本店を置く金融機関のひとつである七十七銀行の場合、優先株を発行できるように定款変更を行った上での導入に備える形で検討されていたが、最終的には優先株を発行せず、2011年12月に劣後ローン形式での導入を選択している（このため、定款の優先株部分は、2013年6月に削除される形で変更）。なお、劣後ローンの導入期間は、2022年3月末までとなっていたが、大幅に前倒しを行い、2015年6月27日付で、それまでの利息も上乗せした上で全額償却している。

## 破綻処理
世界的に、会社更生法などの適用を受ける法的整理になった場合、劣後ローンや劣後債は保護されない（三洋証券、リーマンブラザーズの破綻では非保護）。しかし、金融市場への影響を考え政府の管理下におかれた場合は、普通株式や優先株式が株主責任を追及され保護されないのに対し（返済の義務はもともとない）、劣後ローンや劣後債は保護されることが多い（日本長期信用銀行・日本債券信用銀行・りそな銀行・アメリカ住宅公社やAIGでも劣後債は保護されている）。